# صياحة صياحة (مسلسل)
صياحة صياحة مسلسل اجتماعي كوميدي سعودي من إنتاج تلفزيون المملكة العربية السعودية. عرض في شهر رمضان عام 2007م.

## فريق الممثلين
| الممثلين         | الشخصية    |
| ---------------- | ---------- |
| محمد العيسى      | حسن الطاير |
| منى واصف         | سلمى       |
| فخرية خميس       | أمينة      |
| هدى الخطيب       | مشاعل      |
| فاطمة الحوسني    | في         |
| علي جمعة         | عبد الرحمن |
| ميساء مغربي      | العنود     |
| زهرة عرفات       | سارة       |
| فاطمة عبد الرحيم | نجد        |
| أميرة محمد       | سلمى       |
| مروة خليل        | دينا       |
| سناء يونس        | حياة       |
| جعفر الغريب      | سعد        |
| محمد بخش         | أسامة      |
| بسام الناصر      | وليد       |
| تركي سليمان      | فهد        |
| سلمان العباسي    | حسام       |